# Cortiglione
Cortiglione é uma comuna italiana da região do Piemonte, província de Asti, com cerca de 568 habitantes. Estende-se por uma área de 8 km², tendo uma densidade populacional de 71 hab/km². Faz fronteira com Belveglio, Incisa Scapaccino, Masio (AL), Rocchetta Tanaro, Vaglio Serra, Vinchio.

## Demografia
| Variação demográfica do município entre 1861 e 2011                               |
|                                                                                   |
| Fonte: Istituto Nazionale di Statistica (ISTAT) - Elaboração gráfica da Wikipedia |